# Murcia spinogenuala
Murcia spinogenuala är en kvalsterart som först beskrevs av Ewing 1909.  Murcia spinogenuala ingår i släktet Murcia och familjen Ceratozetidae. Inga underarter finns listade i Catalogue of Life.